# Тарасова Олександра Станіславівна
Тарасова Олександра Станіславівна (20 серпня 1972, Харків — 2 січня 2021, Київ) — волонтер, солістка Національної опери України, держслужбовець 6 рангу.

## Життєпис
Народилася 20 серпня 1972 в Харкові.
З 14 вересня 2002 понад 15 років працювала співачкою (перше сопрано) в Національній опері України, після чого завершила роботу на оперній сцені та повністю присвятила себе розбудові української державності .

### Освіта
У 1991 закінчила Харківське музичне училище, згодом, у 1996, Державну уральську консерваторію ім. М. Мусоргського. 
У 2018 закінчила Інститут вищих керівних кадрів Національної академії державного управління при Президентові України, здобувши ступінь магістра державного управління, спеціалізація «Управління суспільним розвитком».
З 31 серпня 2020 розпочала нове навчання: здобуття наукового ступеня магістра права в Академії адвокатури України.

### Активна волонтерська діяльність та державна служба
У грудні 2013 та лютому 2014 (під час подій Євромайдану) стала адміністраторкою спільнот Революції Гідності в соцмережах.
У 2014 була координаторкою волонтерського проєкту «Крила Феніксу» та з серпня 2014 – його Головою Правління. З грудня 2014 по квітень 2015 року – Голова Правління благодійного фонду «Повернись живим». 
25 лютого 2015 – 08 липня 2017 – заснування та керівництво благодійною організацією «Благодійний фонд «Волонтерський десант»
.
З квітня 2015 до березня 2018 очолювала Управління у справах ветеранів війни та учасників АТО Міністерства соціальної політики. За цей час з 2015 по 2018 за участю Олександри Тарасової розроблено та прийнято майже 60 постанов та розпоряджень КМУ щодо соціального захисту ветеранів. Безпосередньо управлінням, яке вона очолювала три роки, велась програма закупівлі житла учасникам АТО та кілька бюджетних програм з соціального захисту учасників АТО: виплати по загибелі та інвалідності волонтерам, добровольцям та постраждалим на Майдані, соціально-професійна адаптація та психологічна реабілітація учасників АТО.
Безпосередньо Олександрою координувалась робота двох Трастових Фондів НАТО-Україна. Розроблена та прийнята Концепція реабілітації учасників АТО до 2020 року, державна цільова програма. Трастовий Фонд по реабілітації учасників АТО фактично створювався за її активної участі.
В березні 2018 звільнилася з Міністерства соціальної політики. Опісля звільнення продовжувала відстоювати прозоре використання державних коштів на соціально спрямовану діяльність громадських організацій
.
У 2019 працювала головною спеціалісткою відділу захисту майнових та немайнових прав дитини у Службі у справах дітей та сім'ї Голосіївської районної в місті Києві державної адміністрації 
.
Того ж року вона балотувалась на місцевих виборах у виборчому списку партії «Європейська солідарність».
2 січня 2021 Олександра Тарасова пішла з життя через ускладнення, викликані COVID-19. Її поховали 6 січня 2021 на алеї Слави Лісового кладовища
.

## Нагороди
За активну підтримку українського війська нагороджена медаллю «За заслуги перед Збройними Силами України» Генштабу, медаллю «За сприяння військовій розвідці» ІІ ступеню, нагрудним знаком «Знак пошани» Міністерства оборони України, «Медаллю “За жертовність і любов до України”», а також Почесною грамотою Міністра оборони України.

## Родина
Батько – Тарасов Станіслав Олександрович – полковник, викладач та науковець, доцент військової академії ВІРТА (помер у 2002), мати – Тарасова Людмила Олександрівна – інженерка, пенсіонерка, проживає у Харкові.
Виховувала сина та маленьку доньку Єлизавету
.

## Вшанування пам'яті
5 січня 2021 пам'яті Олександри Тарасової була представлена прем'єра фільму режисерки Олени Солодовникової "Синдром війни. Я звик вбивати"
.